# Kamienica przy ulicy Psie Budy 9 we Wrocławiu
Kamienica przy ulicy Psie Budy – barokowa kamienica znajdująca się na ulicy Psie Budy 9 we Wrocławiu.

## Historia i opis architektoniczny

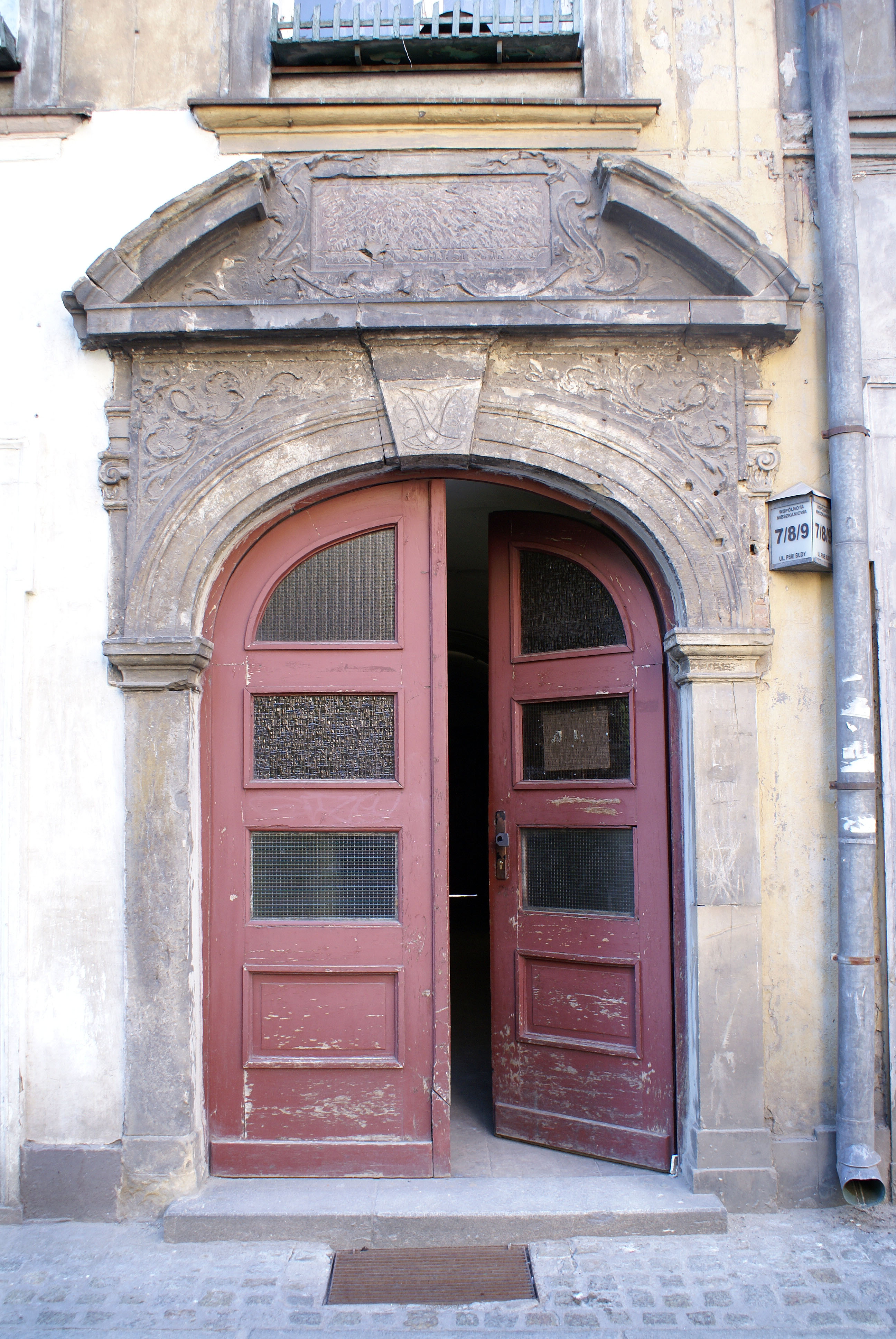
Portal w kamienicy

Kamienica murowana została wzniesiona w pod koniec XVII wieku. Jest to barokowa trzyosiowa, trzykondygnacyjna kamienica z dwukondygnacyjnym szczytem (dwuosiowym na pierwszej kondygnacji i jednoosiowa na drugiej) zwieńczonym trójkątnym tympanonem. Boki szczytu są zakończone spływami. Okna otoczone są uszakowymi opaskami. W skrajnej prawej osi znajduje się portal z odcinkowym tympanonem, w którym znajduje się prostokątna płyta pierwotnie z inskrypcją, dziś już niezachowaną. Wokół płyty oraz w przyłuczu koszowo sklepionego otworu portalowego znajduje się płaskorzeźbiona dekoracja o motywach roślinnych.   

## Po 1945 roku
Po działaniach wojennych w 1945 roku kamienica uległa częściowemu zniszczeniu; zachowała się elewacja do wysokości gzymsu. Kamienica została odbudowana w latach 1958–1961 według projektu Stanisława Koziczuka. 